# 阪堺電気軌道301形電車
阪堺電気軌道モ301形電車（はんかいでんききどうモ301がたでんしゃ）は、阪堺電気軌道が保有していた路面電車車両。

## 概要
モ301形はモ151形やモ161形を多段式間接制御 (PM-2A) に改造した際に形式変更された車両で、製造所、製造年に統一性がない。301と302は旧番時に戦災に遭い、復旧した車両である。
モ161形と同じく連結運転用の連結器を備えていたが、モ161形との連結運転は制御器が異なるためにできなかった。また、モ151形は後年の制御器更新の際にモ301形と同じものに交換したため、最後は事実上形式番号が異なるだけであった。
1976年より上町線のワンマン化に伴い、モ161形同様、車内から運転台に向かい右側の扉を閉鎖しワンマンカーとなった。モ306の1両のみ当該扉を完全に埋め込む改造を受けているため外観が異なっている。老朽化のため2000年に全廃されたが、主電動機は「ベアリング軸受け」であったため主電動機のみモ351形へ転用された。
| 改番後 | 301 | 302 | 303 | 304 | 305 | 306 | 307 |
| 改番前 | 173 | 158 | 164 | 176 | 156 | 153 | 152 |